# Atripalda
Atripalda là một đô thị ở tỉnh Avellino, vùng Campania, phía nam Italia. Đô thị này có diện tích 8,53 km2, dân số năm 2007 là 11.206 người.